# Populus fremontii
El álamo de Frémont (Populus fremontii) es un álamo nativo del sudoeste de los Estados Unidos y del centro y norte de México. Es una de las tres especies de Populus sect. Aigeiros

## Descripción

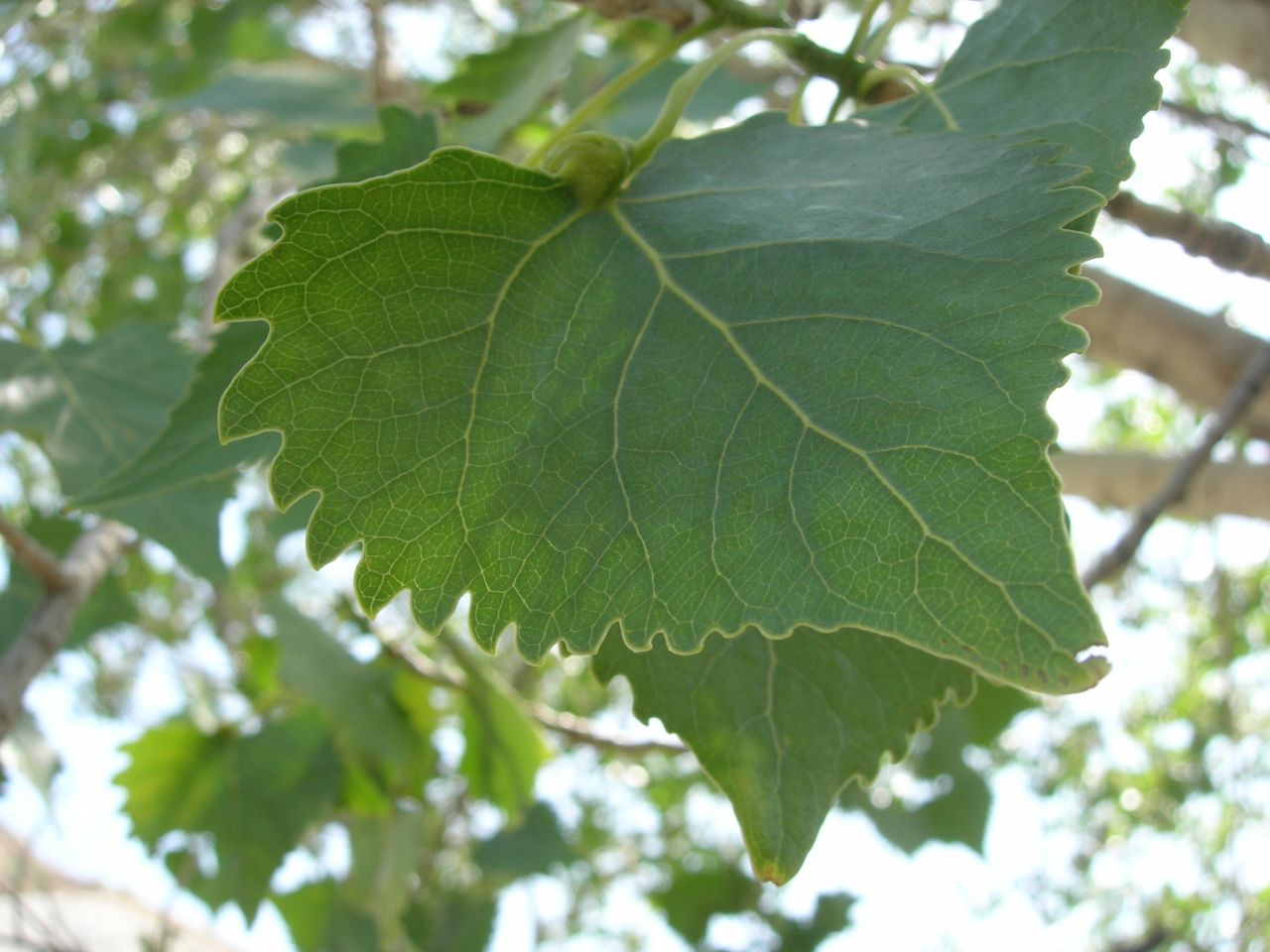
Hoja: Populus fremontii ssp. fremontii

Populus fremontii es un árbol grande, que alcanza un tamaño de 12-35 m de altura con una gran corona, con un tronco de hasta 1,5 m de diámetro. La corteza es lisa cuando joven, llegando a ser profundamente agrietada y blanquecina en los árboles viejos. Las hojas de 3-7 cm de largo, son cordadas (en forma de corazón) con una punta alargada, con vetas blancas y gruesos dientes crenados a lo largo de los lados, glabras a cabelluda, y a menudo manchadas de resina lechosa. Los colores del otoño se producen a partir de octubre y noviembre, principalmente de un amarillo brillante, también de color naranja, raramente rojo.
La inflorescencia consta de un largo amento laxo que florece de marzo a abril. Los frutos son aquenios que son dispersados por el viento, y parecen parches de algodón colgante por las extremidades, de ahí el nombre de álamo.
El árbol conocido más grande en los Estados Unidos crece en Skull Valley, Arizona. En 2012 tenía una circunferencia medida de 14,1 m, una altura de 31 m y una extensión de 45,6 m.

## Usos
Cultivo
Populus fremontii se cultiva como árbol ornamental y para la restauración de árboles en la zona ribereña. Se utiliza como hábitat para alimento y refugio de la vida silvestre y la restauración ecológica; en jardines de plantas nativas y jardines de la fauna y proyectos de paisaje natural, cortavientos, control de la erosión, y para sombra de las instalaciones de recreo, parques, y cercas de ganado. 
El álamo de Fremont fue usado en el pasado por colonos y rancheros para leña y para hacer postes de cercado.
Medicina tradicional
Los nativos americanos en el oeste de Estados Unidos y México utilizan partes del álamo Fremont en la medicina tradicional, en la cestería, la fabricación de herramientas, y para instrumentos musicales. La corteza interna contiene vitamina C y se mastica como antiescorbútica, o el tratamiento de la deficiencia de vitamina C. Las cortezas y hojas podrían ser utilizados para hacer cataplasmas para reducir la inflamación o para el tratamiento de heridas.
Arte
El pueblo Pima del sur de Arizona y norte de México que vivía a lo largo del desierto de Sonora en los cursos de agua, utilizaban las ramitas del árbol en las canastas finas e intrincadas que tejían. Los Cahuilla del sur de California utilizan la madera del árbol para la fabricación de herramientas, los Indios pueblo para tambores, y los del Bajo Río Colorado, los Yumas lo usaban en cremaciones rituales.

## Taxonomía
Populus fremontii fue descrita por Sereno Watson y publicado en Proceedings of the American Academy of Arts and Sciences 10: 350. 1875.
Etimología
Populus: nombre genérico que deriva del latín, 'popular' por ser abundante y en gran cantidad.
fremontii: epíteto
Variedades
- Populus fremontii mesetae Eckenw.
- Populus fremontii wislizenii (S.Watson) E.Murray

Sinonimia
- Populus arizonica Sarg.
- Populus canadensis var. fremontii (S. Watson) Kuntze
- Populus deltoides var. fremontii (S.Watson) Cronquist
- Populus macdougallii Rose
- Populus mexicana Sarg.[8]